# 覇者 (小説)
覇者はポール・リンゼイによって書かれた小説である。

ドイツ連合民主党幹部のロルフ・ブルナーは、刑務所に終身刑で服役中のハンス・トラウヒマンによって呼び出される。この秘密を知れば新たなドイツ帝国建国も夢ではない。あのナチスがユダヤ人から没収した絵画を持ち主から奪い、秘密を知っている者を消せば、それはブルナーたちが今度の選挙の資金源になり、夢は現実となる。ブルナーは悪党デッカーを金で釣り上げ、老ナチを殺害してゆく。
FBI捜査官タズ・ファロンはダニエル・シトロンを誘拐犯から助け出したというその功績からダニエルの父から知り合いで国際美術研究財団で美貌のシヴィア・ロスとともに盗難美術品の回収に協力してほしい、との依頼がある。シヴィアと捜査を進めるうちに老ナチ連続殺害事件に突き当たる。そのとき、彼らの敵は決まった。凶悪犯デッカーをとらえ、美術品をファロンとシヴィアは取り返すことができるか。協力していくうちにファロンとシヴィアの間に何かが芽生えはじめる。